# Si maior
Na música, Si maior (abreviatura no sistema europeu Si e no sistema americano de crifras B) é a tonalidade que consiste na escala maior de si, e contém as notas Si (B), Dó sustenido (C♯), Ré sustenido (D♯), Mi (E), Fá sustenido (F♯), Sol sustenido (G♯), Lá sustenido (A♯) e Si (B). A sua armadura contém cinco sustenidos, para assim seguir o padrão estrutural do modo maior (que possui cinco intervalos de tons e dois intervalos de semitons entre as notas). A sua tonalidade relativa é sol sustenido menor, e a sua tonalidade paralela é si menor. É enarmônica de dó bemol maior.
A reprodução de áudio não é suportada no seu ''browser''. Você pode descarregar o ficheiro de áudio.

## Uso
Apesar de ser fácil pensar que si maior é uma escala estranha ou incómoda devido à sua distância a dó maior (como pode verificar-se no círculo de quintas) ou devido ao elevado número de sustenidos que contém, Frédéric Chopin considerava-a como uma das mais fáceis de tocar, argumentando que era mais fácil para os dedos aceder às teclas negras; por isso costumava frequentemente recomendar a sua aprendizagem aos estudantes de piano iniciados, deixando para o final a escala de dó maior por essa razão (a sua ausência de teclas negras tornava-a a mais difícil de tocar com desenvoltura, segundo Chopin).

## Composições clássicas em si maior
- Dança eslava n.º 9 - Antonín Dvořák
- Finale de O Pássaro de Fogo - Ígor Stravinski
- Finale de O Lago dos Cisnes - Piotr Ilitch Tchaikovsky
- La Donna è Mobile de Rigoletto - Giuseppe Verdi
- Trio para piano e cordas Nr. 1 Op. 8 - Johannes Brahms
- "Sinfonia Nr. 46"-Joseph Haydn
- "Sinfonia Nr. 2" Dimitri Shostakóvich

## Outras composições em si maior
- Penny Lane - The Beatles
- We Used To Be Friends - The Dandy Warhols (tema de Veronica Mars)
- A Thousand Miles - Vanessa Carlton
- Always With Me, Always With You - Joe Satriani
- True Blue - Madonna
- Run - Collective Soul
- Solsbury Hill - Peter Gabriel
- The Boxer - Simon and Garfunkel
- Take A Chance On Me - ABBA
- Dancing In The Dark - Bruce Springsteen
- Yellow - Coldplay
- Learn to Fly - Foo Fighters
- Un Millon de años luz - Soda Stereo
- B.Y.O.B - System Of A Down